# Индекс изграђености парцеле
Индекс изграђености, раније Индекс искоришћености парцеле јесте урбанистички показатељ који се користи у урбанизму, архитектури и грађевинарству. То је однос (количник) бруто развијене грађевинске површине изграђене или планиране грађевине и укупне површине грађевинске парцеле

## Примена
У српском законодавству индекс изграђености се обично даје у виду граничне вредности за одређени урбанистичку целину, урбанистички блок или грађевинску парцелу. Најчешће се даје највећа дозвољена вредност индекса, а понекад и најмања. Највећи дозвољени индекс изграђености се обавезно разрађује кроз правила грађења у оквиру следећих планских докумената:
- просторни план подручја посебне намене,
- просторни план јединице локалне самоуправе,
- план генералне регулације и
- план детаљне регулације.

Према важећем Правилнику о општим условима за парцелацију, регулацију и изградњу препоручују се следеће вредности за индекс изграђености према зонама, које се каснијом разрадом у просторним и урбанистичким плановима могу прилагодити месним приликама. То су:
1. зоне кућа за одмор - 0,3;
2. сеоске зоне - 0,5;
3. зоне ретких насеља и породичне градње - 1,0;
4. опште стамбене зоне у насељима средњих густина - 1,5;
5. мешовите зоне у насељима средњих густина - 1,7;
6. индустријске зоне и остала посебна подручја - 1,5;
7. градске стамбене и опште зоне већих густина - 2,5.